# Hawaii barátfóka
A hawaii barátfóka (Monachus schauinslandi) az emlősök (Mammalia) osztályának ragadozók (Carnivora) rendjébe, ezen belül a fókafélék (Phocidae) családjába tartozó faj.

## Előfordulása
A Hawaii-szigetek egyik endemikus faja, elsősorban a szigetcsoport északnyugati részének trópusi vizeiben található meg. Szaporodási helyei a Kure-atoll, a Midway-atoll, a Pearl-és a Hermes zátony, a Lisianski-sziget és a French Frigate zátony. Kisebb populációja van a Necker-szigeten és Nihoában is, valamint szaporodó populációkat figyeltek meg a szigetcsoport főbb szigetein is.
A hawaii barátfóka egyszerre használ szárazföldi és tengeri élőhelyeket. A homokos tengerparton ellik, szoptat, vedlik és pihen. A leggyakoribb szaporodóhelyek a homokos partokon találhatóak, ahol védőzátonyok is találhatók, melyek védettek a cápáktól és a hullámverésektől. A védett vizekben tanítja meg elválasztott borját a vadászatra. A tengerpart mentén található növényzet megvédi az állatot az ultraibolya sugaraktól, a széltől és az esőtől, valamint búvóhelyként is használhatja alvás közben. Ideje nagy részét az óceánban tölti általában 100 méteres vagy annál kisebb mélységben, ahol pihenni, a fajtársakkal kapcsolatot tartani és vadászni szokott.

## Megjelenése

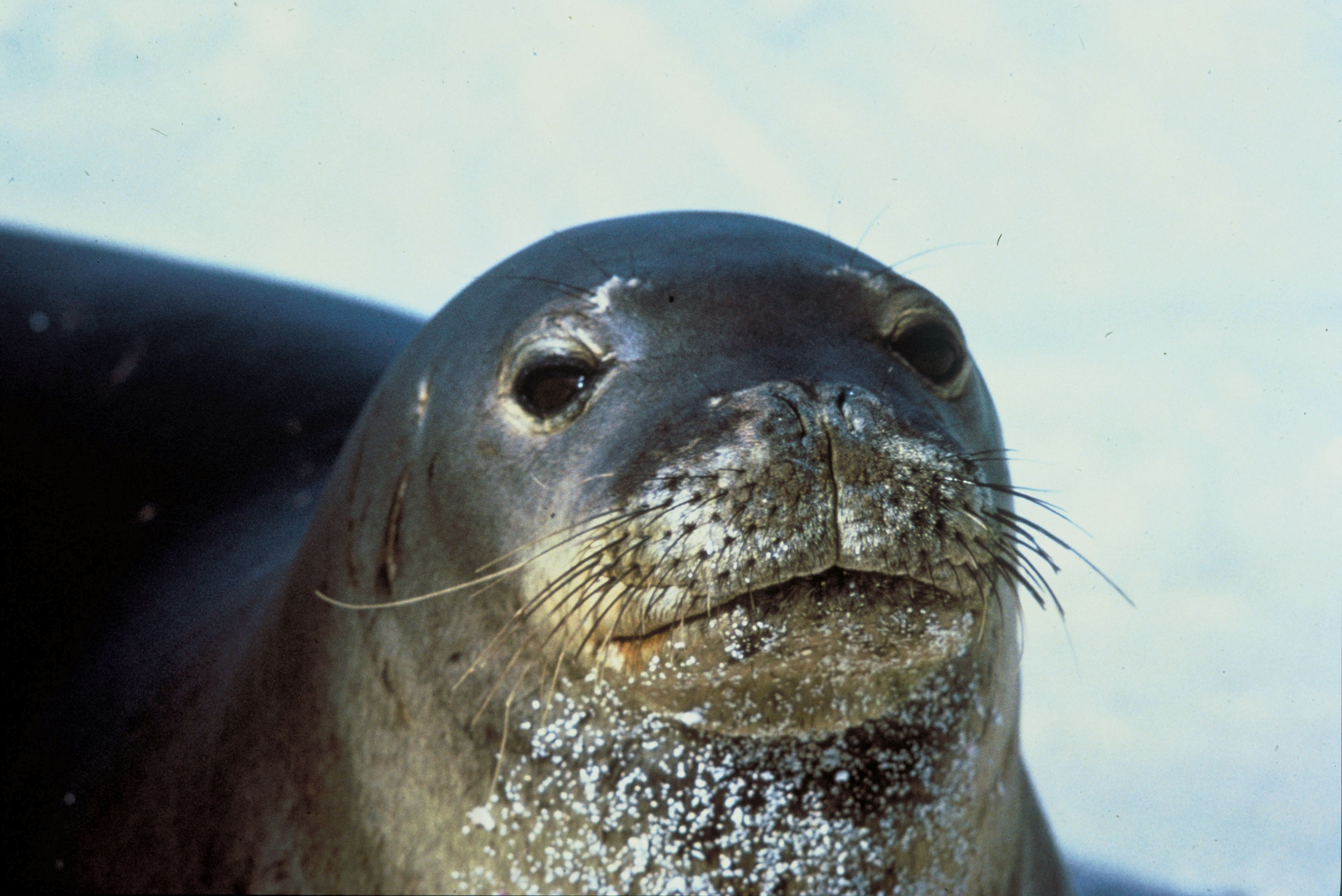
Portré

A hawaii barátfóka nemi kétalakúságot mutat, mivel a nőstény nagyobb a hímnél. A nőstény állat átlagos hossza 2,25 méter, átlag súlya 203 kg. A hím átlagos hossza 2,1 méter, súlya pedig 169 kg. Születése után bundáját fekete magzatszőr borítja, amelyet elválasztáskor levedlik. A fiatal állat ezüstös szürke, hátoldala sötétebb, hasoldala fehér. A felnőtt egyedek háta enyhén szürkés barna, majd fokozatosan sárgára, majd fehérre fakul az állat hasi részéhez közeledve. Széles, lapos és közepesen kisméretű feje van, nagy fekete szemekkel. Más úszólábúakkal ellentétben orrlyukai az orra tetején helyezkednek el.

## Életmódja
A párzási időszakot leszámítva a hawaii barátfóka általában magányos, egyedül vagy néha kisebb csoportban él. Éjszaka aktív, nem vándorol. Ideje nagy részét a tengerben tölti táplálékszerzéssel, a parton pihen. Általában a születési szigete környékén tartózkodik és a populáció kevesebb, mint 10%-a költözik élete során más szigetre. Más úszólábúakhoz hasonlóan hátsó uszonyait nem képes forgatni. Ennek eredményeként a mellső uszonyaival közlekedik a szárazföldön. A vízben rendkívül mozgékony, hátsó uszonyaival irányítja testét.
Étrendjét elsősorban csontos halak teszik ki, tápláléka 80%-át teszik ki. Úgy tűnik, legfőképp a murénafélék, ajakoshalfélék, mókushalfélék, íjhalfélék és papagájhalfélék családjához tartozó fajokat kedveli. A mélytengeri Polymixiidae halakat leszámítva a hawaii barátfóka által fogyasztott fajok sekély zátonyvizekben élnek. Halakon kívül vadászhat még fejlábúakra és rákokra is, az előbbiek közül különösen a polipokat részesíti előnyben. Nappali és éjjeli hal-és fejlábú fajokat zsákmányol, a fiatalabb egyedek inkább az éjjelieket. Elsősorban a sekély, 100 m-nél kisebb zátonyokban keres táplálékot születési atollja közelében, a táplálékkeresés a tengerfenék közelében vagy a tengerfenéken történik. Feljegyeztek már olyan egyedeket, amelyek a vörös nemeskorallok közelében keresnek táplálékot 300 méteres mélységben, ahol magasabb eséllyel foghat zsákmányt.
Főellensége a tigriscápa. A borjak halálozásban valószínűleg jelentős szerepe lehet a cápa vadászatainak. Habár ismeretes, hogy a felnőtt hímek veszélyt jelenthetnek rájuk, de mégis a cápák jelenthetik a főveszélyt a borjak túlélésére. Elkerüli potenciális ragadozóit azáltal, hogy a szabadon álló zátonyok által védett partszakaszokon tartózkodik, valamint víz alatti zátonybarlangokban táplálkozik és pihen.

## Szaporodása
Párzását még ritkán figyelték meg, de ez általában a parttól 1-5 km-re történik. Keveset tudni a hawaii barátfóka párzási rendszeréről és szaporodásáról, de a nemi kétalakúságból kiindulva valószínűsíthető a nyílt vízben történő közösülés és a poligínia (többnejűség). Más úszólábú fajhoz hasonlóan a hím úgy mászhat fel a nőstényre, hogy megharapja a hátát és megragadja Őt elülső lábujjaival.
A nőstény évente egy borjúnak ad életet, jellemzően márciustól augusztusig. Előtte a nőstény elhagyja az óceánt, hogy a legutóbbi szaporodóhelyéhez közeli tengerparton elljen. 11 hónapnyi vemhesség után jön világra az utód, amelybe a 3 hónapig tartó embrionális diapauza is beletartozik. Kizárólag az anya vállal szerepet az utódnevelésbe, ami körülbelül 40 napig tart. Ez idő alatt a nőstény gyorsan lefogy, akár 100 kg-ot is. A borjú súlya születéskor 14-17 kg, az anyatejről való elválasztás idején pedig már 50-100 kg. Az anya és a borjú kapcsolata úgy ér véget, hogy az anyaállat hirtelen elhagyja Őt és visszatér az óceánban, majd vár 3-4 hetet, mielőtt ismét párosodna. Mindkét nem 5-10 éves kora között éri el az ivarérettséget. A nagyobb súllyal elválasztott utódok túlélése nagyobb, valamint korábban válnak ivaréretté.
A hawaii barátfóka a vadonban 25-30 évig él. A fogságban tartott egyedek élettartama ismeretlen.

## Külső hivatkozások
- A faj szerepel a Természetvédelmi Világszövetség Vörös Listáján. IUCN. (Hozzáférés: 2009. szeptember 20.)
- Képek a fajról